# Norkámfor
A norkámfor a biciklusos ketonok közé tartozó szerves vegyület. A kámforral analóg vegyület, de hiányzik róla a három metilcsoport. Színtelen szilárd anyag, a szerves kémiai szintézisekben építőelemként használják. Norbornénből állítják elő a 2-formiát-észteren keresztül, annak oxidálásával. A norborneolok előállításának kiindulási anyaga.

## Fordítás
Ez a szócikk részben vagy egészben  a   Norcamphor című angol Wikipédia-szócikk ezen változatának fordításán alapul.  Az eredeti cikk szerkesztőit annak laptörténete sorolja fel. Ez a jelzés csupán a megfogalmazás eredetét és a szerzői jogokat jelzi, nem szolgál a cikkben szereplő információk forrásmegjelöléseként.